# Frittlingen
Frittlingen è un comune tedesco di 2 182 abitanti,, situato nel land del Baden-Württemberg.